# Walter Häussermann
Walter Haeussermann (Künzelsau, 2 de março de 1914 — Huntsville (Alabama), 8 de dezembro de 2010) foi um engenheiro teuto-americano, ex-membro do grupo de Wernher von Braun, que desenvolvia foguetes.